# SN 2003iz
SN 2003iz – supernowa typu Ia odkryta 21 października 2003 roku w galaktyce UGC 638. W momencie odkrycia miała maksymalną jasność 17,70m.